# 3903 Kliment Ohridski
A 3903 Kliment Ohridski (ideiglenes jelöléssel 1987 SV2) a Naprendszer kisbolygóövében található aszteroida. Eric Walter Elst fedezte fel 1987. szeptember 20-án.